# 338
338 foi um ano comum do século IV que teve início e terminou a um domingo, segundo o Calendário Juliano. A sua letra dominical foi A.
| Ano completo                    |
| ------------------------------- |
| Ano comum com início ao domingo |